# Stanisław Żyrek
Stanisław Żyrek (ur. 5 maja 1936 we wsi Gawroniec k. Bydgoszczy, zm. 23 maja 2010) – polski rzeźbiarz ludowy.

## Życiorys
Urodził się w wielodzietnej rodzinie Anieli i Wojciecha Żyrków. Wraz z rodziną przebywał w obozie koncentracyjnym w Potulicach (1941–1944). Po wojnie ukończył szkołę podstawową, a szkołę ogólnokształcącą w 1955. Od 1966 roku był rencistą. Miał żonę i dwie córki. Przez większość życia mieszkał w Prabutach. Zmarł 23 maja 2010 w wieku 74 lat.
Długotrwała choroba uniemożliwiła mu dalszą naukę, ale była powodem zainteresowania się działalnością rzeźbiarską (11 lat z przerwami w szpitalach, inwalidztwo i przebyte trzy operacje płuc w latach 50.). 
Zmarł 23 maja 2010 w wieku 74 lat. 

## Twórczość
Rzeźbił w drewnie od 1960 roku. Głównie są to postacie, obrazujące życie ludzkie i trud pracy na roli, dzieje historii Polski. Wykonywał też rzeźby sakralne. Jedna z jego prac została podarowana papieżowi Janowi Pawłowi II. W twórczości był samoukiem, ale swoją wiedzę przekazywał innym. Pracował, tworzył i mieszkał w ośrodku rzeźby ludowej w Prabutach. W latach 70. XX wieku współpracował z olsztyńską Cepelią. Od 1975 należał  do Stowarzyszenia Twórców Ludowych. 

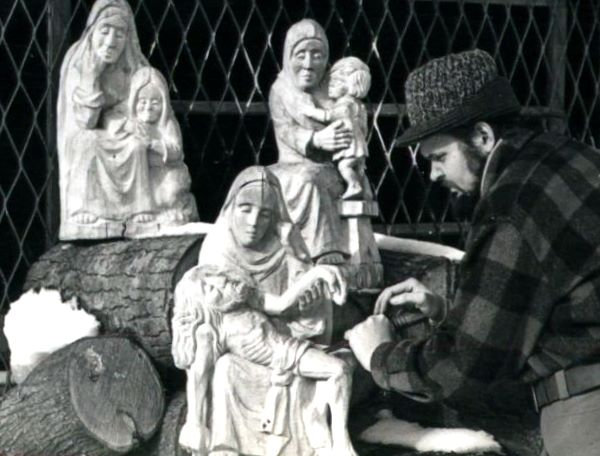
St. Żyrek, Prabuty 1978

## Wystawy
Stanisław Żyrek brał udział w wielu imprezach, wystawach i plenerach rzeźbiarskich. Między innymi kilkakrotnie w: Prabutach, Kwidzynie, Sztumie, Wdzydzach, Elblągu, Pasłęku, Toruniu,  Malborku, Gdańsku, Olsztynie, Olsztynku, Iławie, Gdyni, Sopocie, Lublinie, Warszawie, Krakowie. 
Również za granicą w Londynie, Glasgow, Plymouth, Zurychu, Lille, Chicago, Leningradzie, Sztokholmie. 
Jego prace znajdują się w muzeach w Kwidzynie, Malborku, Warszawie, Lublinie, Toruniu oraz w Muzeum Warmii i Mazur w Olsztynie i Muzeum Budownictwa Ludowego w Olsztynku. 

## Odznaczenia i nagrody
Rzeźbiarz jest laureatem wielu konkursów i przeglądów. Za działalność twórczą został odznaczony.

### Najważniejsze odznaczenia
- 1974 – Medal 30-lecia Polski Ludowej
- 1975 – Nagroda Ministerstwa Spraw Zagranicznych - Sztokholm
- 1979 – Srebrny Krzyż Zasługi
- 1997 – Zasłużony Działacz Kultury
- 1997 – Krzyż Oświęcimski
- 2003 – Zasłużony Działacz Kultury
- 2003 - Złoty Krzyż Zasługi
- 2003 – Medal za zasługi dla Twórczości Ludowej
- 2004 – Honorowa Nagroda Starosty Powiatu Kwidzyńskiego – za wybitne osiągnięcia na rzecz rozwoju powiatu kwidzyńskiego

### Nagrody i wyróżnienia
Ponad 60 dyplomów uznania nadanych za udział w wystawach indywidualnych i zbiorowych, plenerach, imprezach folklorystycznych przyznawanych przez „Cepelię”, Domy Kultury, muzea, skanseny, a także przez burmistrzów i wojewodów oraz władze kościelne za duży wkład w tworzenie rzeźb sakralnych zdobiących kościoły i kapliczki przydrożne (Samborowo, Gontyn, Nowa Wieś, Susz - woj. pomorskie), nieodpłatne wyrzeźbienie wszystkich rzeźb w kościele w Bałoszycach k/Susza – ołtarz, droga krzyżowa, Chrystus zmartwychwstały, Chrystus frasobliwy, Rodzina Święta; rzeźby dla Centrum Zdrowia Dziecka w Warszawie, dla domów dziecka w woj. elbląskim, dla zakonów polskich, Chrystus na krzyżu - podarowany papieżowi Janowi Pawłowi II.

#### Niektóre z wyróżnień

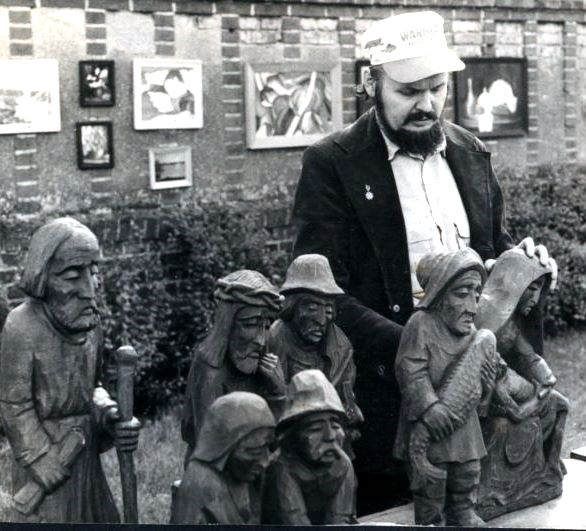
Stanisław Żyrek,wystawa prac twórców ludowych Prabuty 1975

- Pasłęk - plener rzeźbiarski 1984 – I miejsce
- Sopot - Cepeliada - 1978, 1979, 1980 – I miejsce
- Mszanowo - plener rzeźbiarski 1989 – I miejsce
- Sopot - Cepeliada - 1977 – II miejsce
- Morąg – plener rzeźbiarski 1980 – II miejsce
- Wrocław – wystawa rzeźb twórców ludowych – II miejsce
- Toruń - Ogólnopolski Konkurs o tematyce kopernikowskiej – III miejsce

#### Artykuły w prasie  w latach 1972-2004
Gazeta Olsztyńska, Kurier Polski, Słowo Powszechne, Warmia i Mazury, Nasza Wieś, Polska Sztuka Ludowa, Dziennik Bałtycki, Głos Wybrzeża, Kurier, Gazeta Prabucka.

#### Nagrania audycji radiowych i telewizyjnych
Program 1 Polskiego Radia – Jerzy Wosik, audycja z cyklu „Kiermasz pod kogutkiem”, telewizja – program pt. „ 20 lat później” – realizacja Barbara Gorgoń (2002). Programy w Telewizji Gdańsk, Programie II i Telewizji Polonia.

## Życie i twórczość w opiniach innych
Twórczością, a w szczególności rzeźbą interesował się od dzieciństwa, było to rodzinną tradycją, której korzenie wywodzą się z góralszczyzny – Milówka, Żabnica. Główną tematyką wykonywanych rzeźb są postacie wiejskich ludzi, ich praca, dola i niedola, obyczaje, jak również rzeźba sakralna, tzw. świątki – „Pietà”, „Chrystus Ukrzyżowany”, „Frasobliwy”, jak również szopki, kapele, mazurscy rybacy i mazurki. Rzeźby wykonane są w drewnie lipowym, czasem w polichromii, lub zabarwione bejcą. (…) Jako 5-letnie dziecko Stanisław Żyrek wraz z matką i dwanaściorgiem rodzeństwa trafił do obozu koncentracyjnego dla dzieci w Potulicach. Te straszne lata dzieciństwa odcisnęły piętno na twórczości rzeźbiarza. Jaka jest więc tematyka prac Pana Żyrka? –Najbardziej zajmował mnie zawsze człowiek – tłumaczył – życie ludzkie, trud pracy, to najważniejsze dla niego wartości, które wiązały się z przeżyciami w obozie koncentracyjnym, gdzie masowo niweczono ludzkie istnienia. Stanisław Żyrek oddaje w swoich rzeźbach postacie, które przez całe życie obserwował na jarmarkach, w wiejskich zagrodach, przy zrębie lasów i nad brzegami jezior. W twórczości swej kompensuje życiowe doświadczenia i umiejętności obserwowania ludzkiej pracy. – Fascynuje mnie bogata osobowość chłopska – mówi – stąd właśnie marzenie, by zilustrować „ Chłopów” Władysława Reymonta. Poza tematyką wiejską skłania się również ku rzeźbie sakralnej – Madonny, Piety, Chrystus Frasobliwy, a także nawiązuje do historii Polski i postaci dziejowych. Bogactwo inwencji, artystycznych poszukiwań i doskonaleń stwarza rzeźbiarzowi możliwość wypowiedzi na każdy niemal temat.(…) – Twórczość ludowa musi istnieć, przenosić tradycje i je odtwarzać, sięgać do ich korzeni – mówi Pan Stanisław – gdyby wszyscy żyli tylko dniem dzisiejszym, nastąpiłoby zatracenie tożsamości narodowej. Ta twórczość musi być jak najściślej związana z regionem, w którym żyje twórca, zaś jego praca stanowi jakby formę dokumentacji. I trzeba ją rozwijać, rozszerzać, upowszechniać. Zachęcać młodych ludzi do włączenia się w tę działalność, dać im swobodę tworzenia. Życie ludzkie, szczególnie na wsi, jest bogate i dla wrażliwego człowieka może stanowić nieustające źródło inspiracji. Mówię o tym dlatego, że kiedyś nie wyobrażałem sobie, iż można człowiekowi podporządkować drewno, lecz wkrótce okazało się, że nie tylko można, lecz trzeba. Rzeźba to ciężka praca, ale wdzięczna. (…)

(….) Życie w rzeźby zaklęte…Jak wiele może człowiek poświęcić swej pasji, marzeniom, zainteresowaniom. Artysta – Stanisław Żyrek swej pasji oddał serce i mnóstwo swego czasu. Lecz na pewno wiele pokoleń, spoglądając w kościele na ołtarz lub w muzeum na figury świętych zachwycać się będzie jego ciężką i żmudną pracą. Malownicze i ciche miejsce jego pracowni- Sanatorium w Prabutach – sprawia, że prace jego przepełnione są natchnieniem. Inwencja twórcza jaką przejawia artysta jest wyrazem jego własnych poszukiwań i przemyśleń, o które w obecnych czasach tak trudno. Kicz zalewa sztukę współczesną, a rzeźby artysty ludowego z Prabut cechują się przejrzystością formy i wielkim kunsztem warsztatu. Prostota wsi połączona z inwencją twórczą nabiera harmonii i rzeźby przedstawiają wybrany temat z każdym, nawet najmniejszym detalem. Poza tematyka wiejską twórca skłania się także ku metafizycznej rzeźbie sakralnej. Duchowość rzeźbiarza przekłada się na jego rzeźby, które napełniają tajemnicą wiary. Stanisław Żyrek w opinii kolegów po „fachu” jest jednym z najznakomitszych rzeźbiarzy ludowych w Polsce.(…)